# Гордон Уокер, Патрик
Патрик Крестьен Гордон Уокер, барон Гордон-Уокер (англ. Patrick Chrestien Gordon Walker, Baron Gordon-Walker; 7 апреля 1907, Уэртинг, Западный Суссекс — 2 декабря 1980[…], Лондон) — британский государственный деятель и пожизненный пэр.
В 1964—1965 годах — министр иностранных дел Великобритании в кабинете Гарольда Вильсона.